# Pagsanjan
Pagsanjan é um município de terceira classe de renda municipal na província Laguna, nas Filipinas. De acordo com o censo de 1 maio  de  2020 possui uma população de 44 327 pessoas e 11 404 domicílios.